# Villa Forni Cerato

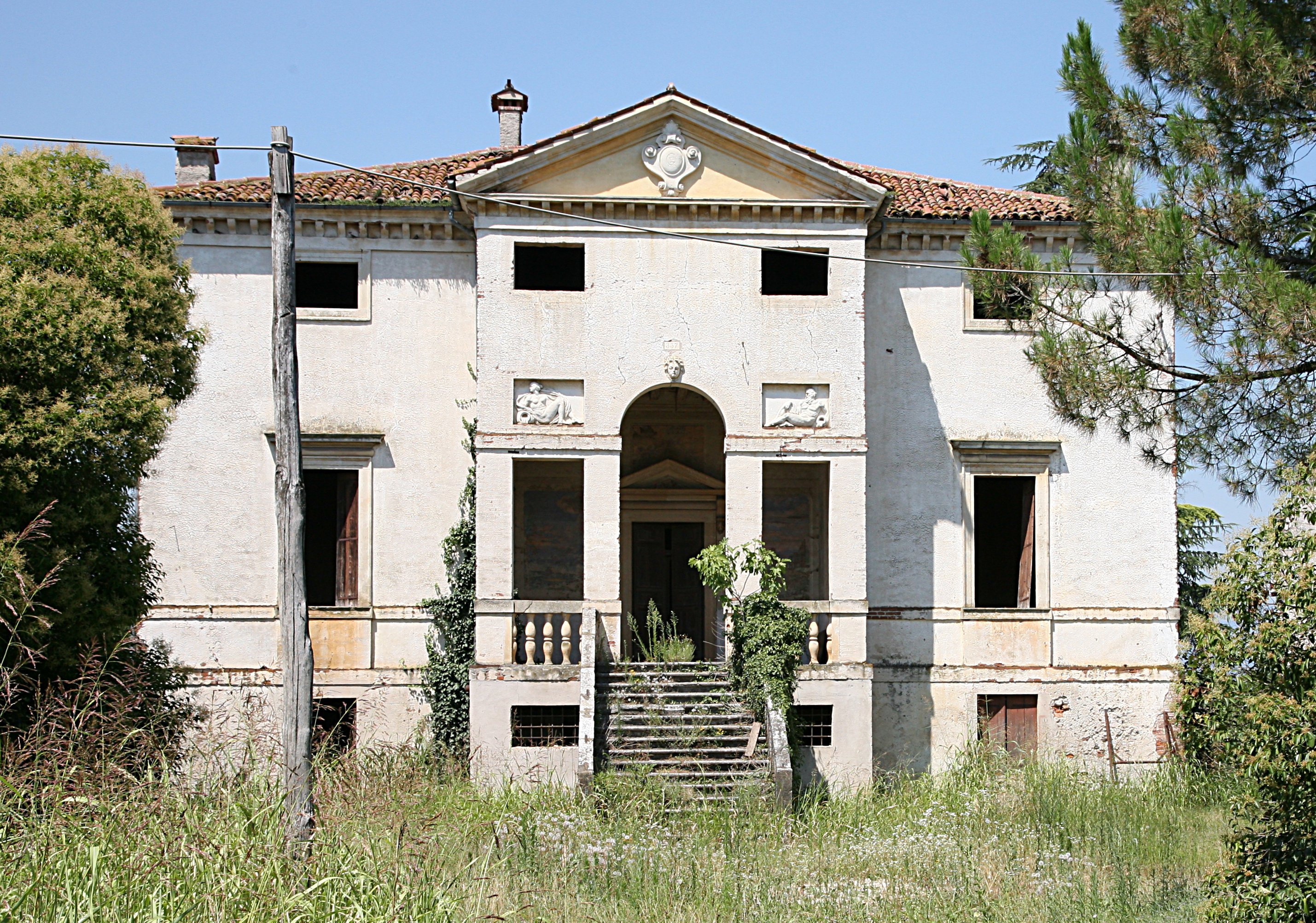
Villa Forni Cerato (2007)

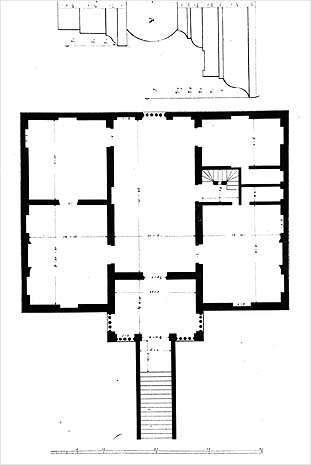
Grundriss, Ottavio Bertotti Scamozzi, 1778

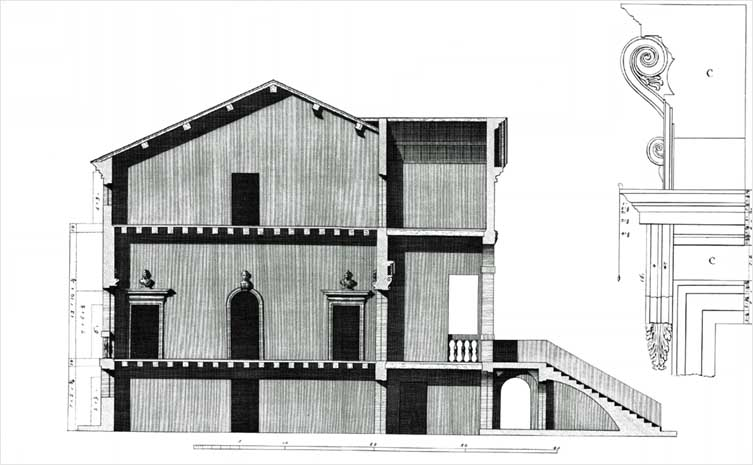
Schnitt, Ottavio Bertotti Scamozzi, 1778

Die Villa Forni Cerato in Montecchio Precalcino in der Provinz Vicenza, Venetien wurde von Andrea Palladio ca. 1565 für den vermögenden Holzhändler Girolamo Forni geplant. Sowohl die Zuschreibung an Palladio als auch die Annahme von Girolamo Forni als Bauherr sind nicht gesichert. Die Villa wird nicht in den Quattro libri dell’architettura erwähnt.

## Geschichte
Auf Bitte des Auftraggebers hatte Palladio ein bereits bestehendes Gebäude überarbeitet, indem er die Baustruktur beibehalten hat, dieser mit einfachen Mitteln seine Änderungsvorschläge anpasste und so die Formen modernisierte.
Der Doppelname der Villa geht auf das Jahr 1610 zurück. Das Gebäude ging durch eine testamentarische Verfügung Girolamo Fornis in den Besitz von Giuseppe, Girolamo und Baldissera Cerato über.
Das Gebäude wurde 1996 von der UNESCO mit anderen Villen von Palladio zum Weltkulturerbe erklärt.

## Architektur
Die Villa Forni Cerato besitzt einen rechteckigen Grundriss mit einer vorgelagerten Loggia, die durch eine schmale Freitreppe zugänglich ist. Die Räume sind um die Mittelachse herum symmetrisch angeordnet. Der Bau gliedert sich in drei Etagen: Kellergeschoss, piano nobile und Mezzaningeschoss. Wie schon bei der Villa Godi überragt die Treppe das Kellergeschoss und führt direkt zur Loggia. Erstmalig werden die Geschosse optisch voneinander durch umlaufende Gesimse abgegrenzt, die sich mit der Loggia verkröpfen und die einzelnen Bauteile damit verbinden.
Wie auch schon bei der Villa Saraceno setzte Palladio die spärlichen Mittel gezielt ein, um eine elegante architektonische Form zu erschaffen, bei der die ganze Aufmerksamkeit auf die dominierende Serliana gelenkt wird. Sie bildet als Eingangsloggia, die leicht aus dem Baukörper hervortritt und von einem Dreiecksgiebel bekrönt wird, das funktionale Verbindungselement zwischen dem Inneren des Gebäudes und dem Außenraum. Die Betonung der Mittelachse wird durch die Serliana und fehlenden Eckrisalite überaus deutlich.
Im Jahr 1924 wurden die Fassadenreliefs entfernt, die zuvor durch einen Kupferstich Marco Moros dokumentiert waren. Heute besteht die Fassadendekoration lediglich aus einem Maskenrelief von Alessandro Vittoria über der Serliana und aus Flussgöttern, die Kopien des 20. Jahrhunderts darstellen.